# Скоша (Південна Кароліна)
Скоша (англ. Scotia) — місто (англ. town) в США, в окрузі Гемптон штату Південна Кароліна. Населення — 158 осіб (2020).

## Географія
Скоша розташована за координатами 32°40′50″ пн. ш. 81°14′36″ зх. д. / 32.68056° пн. ш. 81.24333° зх. д. (32.680498, -81.243273).  За даними Бюро перепису населення США в 2010 році місто мало площу 8,20 км², уся площа — суходіл.

## Демографія
Згідно з переписом 2010 року, у місті мешкало 215 осіб у 71 домогосподарстві у складі 57 родин. Густота населення становила 26 осіб/км².  Було 90 помешкань (11/км²).
Расовий склад населення:
| - 71,2 % — чорних або афроамериканців - 28,8 % — білих |

До двох чи більше рас належало 0,0 %. Частка іспаномовних становила 0,0 % від усіх жителів.
За віковим діапазоном населення розподілялося таким чином: 25,6 % — особи молодші 18 років, 61,4 % — особи у віці 18—64 років, 13,0 % — особи у віці 65 років та старші. Медіана віку мешканця становила 39,3 року. На 100 осіб жіночої статі у місті припадало 90,3 чоловіків;  на 100 жінок у віці від 18 років та старших — 86,0 чоловіків також старших 18 років.
Середній дохід на одне домашнє господарство  становив 33 949 доларів США (медіана — 22 059), а середній дохід на одну сім'ю — 40 810 доларів (медіана — 30 000). Медіана доходів становила 29 375 доларів для чоловіків та 42 708 доларів для жінок. За межею бідності перебувало 13,5 % осіб, у тому числі 22,2 % дітей у віці до 18 років та 24,0 % осіб у віці 65 років та старших.
Цивільне працевлаштоване населення становило 65 осіб. Основні галузі зайнятості: публічна адміністрація — 18,5 %, освіта, охорона здоров'я та соціальна допомога — 18,5 %, сільське господарство, лісництво, риболовля — 18,5 %.